# Marek Wilczyński (historyk)
Marek Jan Wilczyński (ur. 25 września 1959 zm. 3 września 2023 r.) – prof. dr hab., polski historyk, dyrektor Instytutu Historii Uniwersytetu Pedagogicznego w Krakowie w latach 2003-2006.

## Życiorys
Ukończył studia na Uniwersytecie Jagiellońskim. 21 czerwca 1991 uzyskał doktorat w Wyższej Szkole Pedagogicznej w Krakowie na podstawie pracy Afrykańskie państwo Wandalów na tle sytuacji w basenie Morza Śródziemnego. Od 1985 zatrudniony na WSP jako asystent. 27 kwietnia 2001 habilitował się na tej samej uczelni, która zmieniła w międzyczasie nazwę na Akademia Pedagogiczna w Krakowie. Podstawą habilitacji była rozprawa Germanie w służbie zachodniorzymskiej w V w.n.e. Studium historyczno-prozopograficzne. W latach 2000–2003 był wicedyrektorem, a w l. 2003-2006 dyrektorem Instytutu Historii AP. W roku 2013 otrzymał tytuł profesora nauk humanistycznych. Członek Komisji Filologii Klasycznej Polskiej Akademii Umiejętności.

## Wybrane publikacje

### Książki
- Zagraniczna i wewnętrzna polityka afrykańskiego państwa Wandalów, Kraków: Wydawnictwo Wyższej Szkoły Pedagogicznej 1994.
- (redakcja) Amicorum Dona. Studia dedykowane profesorowi Stefanowi Skowronkowi w siedemdziesięciolecie urodzin, pod red. Feliksa Kiryka, Marka Wilczyńskiego i Jerzego Ciecieląga,  Kraków: Wydawnictwo Wyższej Szkoły Pedagogicznej 1998.
- Germanie w służbie zachodniorzymskiej w V w. n.e. Studium prosopograficzne., Kraków: Wydawnictwo Wyższej Szkoły Pedagogicznej 2001.
- Historia. Ludzie i epoki, Klasa I, Podręcznik dla liceum ogólnokształcącego, liceum profilowanego i technikum, Kraków: Znak dla Szkoły 2002 (Starożytność – s. 1-189)
- Królestwo Swebów - regnum in extremitate mundi, Kraków: Wydawnictwo Naukowe Uniwersytetu Pedagogicznego  2011.
- Gejzeryk i "czwarta wojna punicka", Oświęcim: Wydawnictwo Napoleon V 2016.

### Artykuły
- Bemerkungen über das Verhältnis der Wandalenkönige zu den Überresten des Heidentums in nordafrikanischen Provinzen, [w:] Paganism in the Later Roman  Empire and in Byzantium, Byzantia et Slavica Cracoviensia I, Cracow 1991, s. 105-111.
- Czy Wandalowie byli wandalami? [w:] Studia Classica et Byzantina Alexandro Krawczuk oblata, Kraków 1996, s. 197-215.
- Inimicus Romanorum – amicus Romanorum. Athaulfus rex, Amicorum dona [w:] Studia Classica et Orientalia Stephano Skowronek ab amicis, collegis, discipulis oblata, Kraków 1998, s. 191-209.
- Problemy związane z tworzeniem prosopografii Germanów w służbie zachodniorzymskiej w V w. n.e., "Rocznik Naukowo-Dydaktyczny WSP w Krakowie", Zeszyt 181, Prace Historyczne XVIII, Kraków 1997, s. 7-17.
- hasła: Afryka, s.  7-8; Cyrenajka, s. 130-131; Kartagina, s. 257-258; Kartaginy egzarchat, s. 258; Mauretania,s. 334; Numidia, s. 379; Septem, s. 434; Trypolitania, s. 482 [w:] Encyklopedia kultury bizantyńskiej, red. Oktawiusz Jurewicz, Warszawa 2002.
- Gocja czy Romania? Migracje Wizygotów, Wandalów i Burgundów w V w. ne. oraz stosunek ich władców do administracji rzymskiej, [w:] Wędrówka i etnogeneza w starożytności i średniowieczu, Towarzystwo Wydawnicze Historia Iagiellonica, Kraków 2004, s. 159-178
- Polityka religijna germańskich wodzów foederatii na terenach cesarstwa zachodniorzymskiego [w:] Religia i polityka w świecie antycznym, Muzeum w Ostródzie, Ostróda 2005, s. 253 – 267
- Das ethnische Mozaik zwischen Oder Und Weichsel vor dee Ankunft der Slawen [w:] Mitteleuropa – Geistige Grundlagen, Geschichte und Gegenwart, Pädagogische Perspektiven., Frakfurt am Main 2005, s. 99 – 112.
- Die Wanderungen des europäischen Altertums, [w:] Migration in Geschichte und Gegenwart, Frakfurt am main 2006, s. 37–49.
- Wie aus Gotia Romania geworden ist. Die Romanisierung der Völker in der großen Völkerwanderung [w:] Begegnungen mit Fremden. Akkulturation. Assimilation. Integration, Frankfurt am Main 2007, s. 45–62.
- Antyczne wątki w legendach założycielskich Krakowa [w:] Kraków. Studia nad dziejami miasta, Wydawnictwo Naukowe Uniwersytetu Pedagogicznego, Kraków 2007, s. 35 – 51.
- Die römischen Limes – Brücken: Binde - oder Trennelemente? [w:] Brücken zwischen den Kulturen. Geistige Grundlagen. Historische Beispiele. Zeitfragen, Frankfurt am Main 2009, s. 31–48.
- Bracara regum – stolica hiszpańskich Swebów, Polska Akademia Umiejętności, Wydział Filologiczny., Prace Komisji Filologii Klasycznej PAU, Nr 39, red. Stanisław Stabryła., Kraków 2009, s. 193–211.